# Bettles
Bettles (Kk’odlel T’odegheelenh Denh) è un comune degli Stati Uniti d'America, situato nello Stato dell'Alaska e in particolare nella Census Area di Yukon-Koyukuk.